# Prikro
Priko este o comună din regiunea Iffou, Coasta de Fildeș.